# Station Cholsey
Cholsey is een spoorwegstation van National Rail aan de Great Western Main Line in Cholsey, South Oxfordshire in Engeland. Het station is eigendom van Network Rail en wordt beheerd door Great Western Railway. Het station is geopend in 1892.
Het station wordt tevens gebruikt door de museumspoorlijn Cholsey and Wallingford Railway.

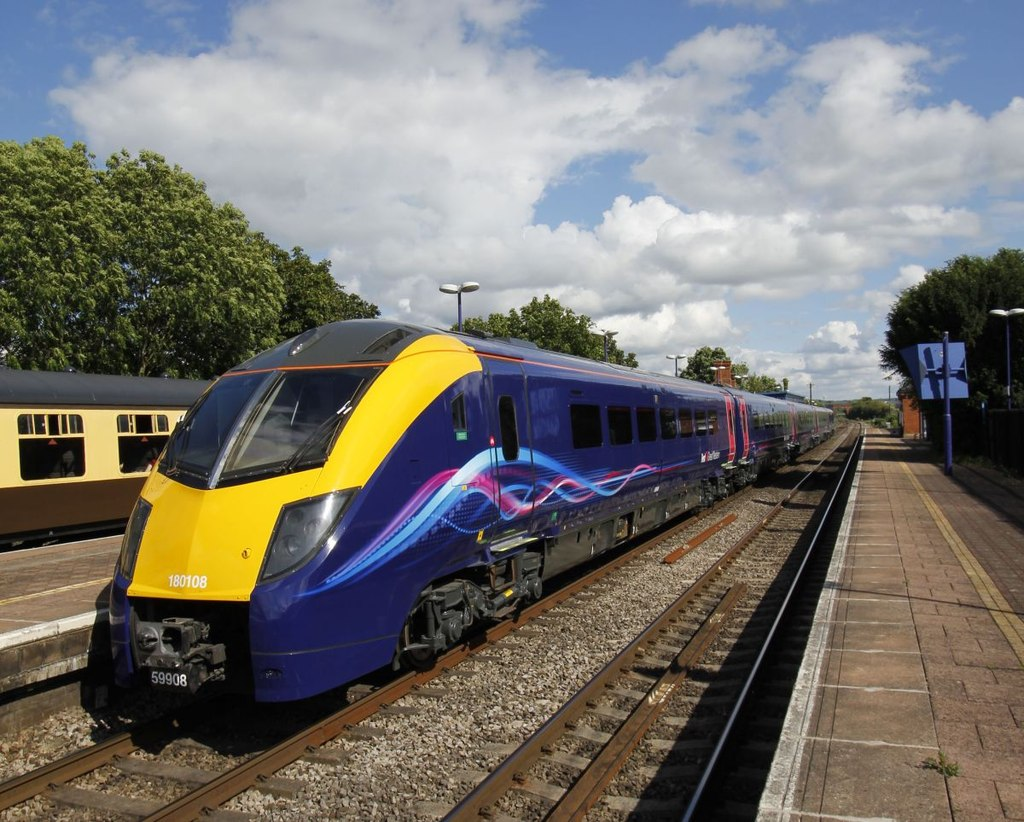
Modern materieel, 2012
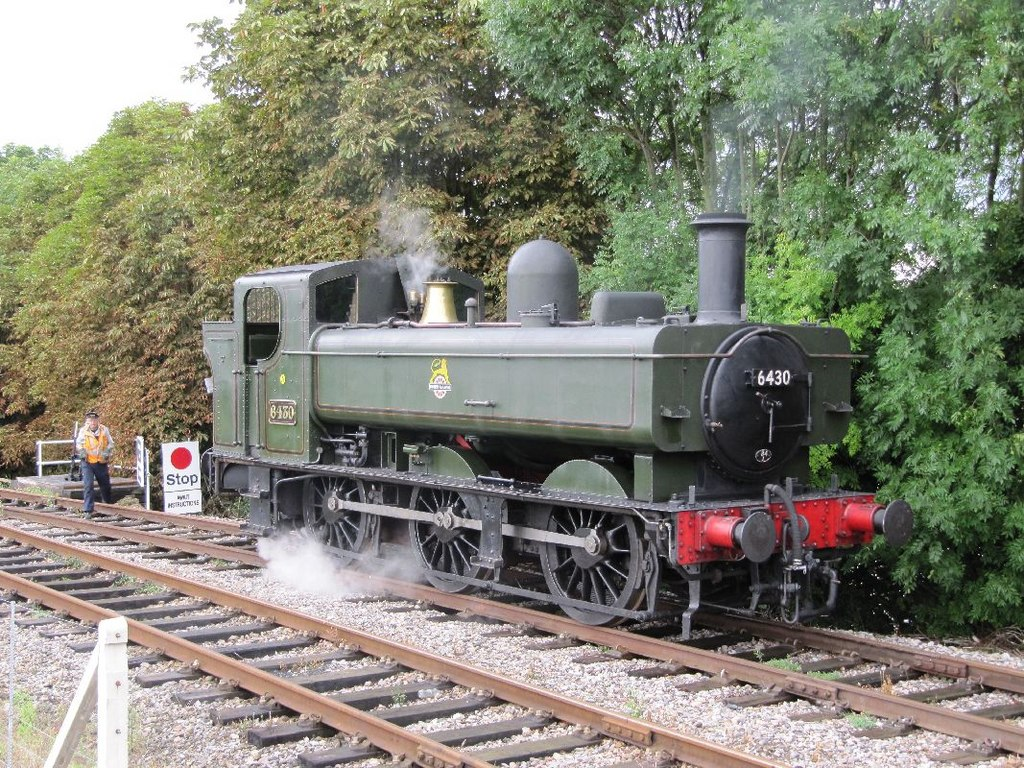
Historisch materieel, 2010